# Notophthiracarus paraflagellatus
Notophthiracarus paraflagellatus är en kvalsterart som beskrevs av Wojciech Niedbała 2004. Notophthiracarus paraflagellatus ingår i släktet Notophthiracarus och familjen Phthiracaridae. Inga underarter finns listade i Catalogue of Life.